# فرودگاه برمرتن ناشنال
فرودگاه برمرتن ناشنال (به انگلیسی: Bremerton National Airport) یک فرودگاه با کد یاتا PWT است که یک باند فرود آسفالت دارد و طول باند آن ۱۸۹۰ متر است. این فرودگاه در شهر برمرتون، واشینگتن کشور ایالات متحده آمریکا قرار دارد .